# けものたちの名前
『けものたちの名前』（けものたちのなまえ）は、日本のバンド・ROTH BART BARONの4枚目のスタジオ・アルバム。2019年11月20日にFeilcityよりリリースされた。

## 解説
前作「HEX」より1年ぶりのアルバム。
ドラムの中原鉄也が参加した最後のアルバムである。
クラウドファンディングのリターンアイテム「“裏”HEX」の収録曲がこのアルバムにもいくつか収録されている。

## 収録曲
| 全作詞・作曲: 三船雅也。 |                                            |          |            |      |
| #                        | タイトル                                   | 作詞     | 作曲・編曲 | 時間 |
| 1.                       | 「けもののなまえ(feat. HANA)」             | 三船雅也 | 三船雅也   | 4:03 |
| 2.                       | 「Skiffle Song」                           | 三船雅也 | 三船雅也   | 5:19 |
| 3.                       | 「屋上と花束」                             | 三船雅也 | 三船雅也   | 3:52 |
| 4.                       | 「TAICO SONG」                             | 三船雅也 | 三船雅也   | 3:40 |
| 5.                       | 「MΣ」                                     | 三船雅也 | 三船雅也   | 4:58 |
| 6.                       | 「焔」                                     | 三船雅也 | 三船雅也   | 4:03 |
| 7.                       | 「HERO」                                   | 三船雅也 | 三船雅也   | 4:46 |
| 8.                       | 「春の嵐」                                 | 三船雅也 | 三船雅也   | 3:25 |
| 9.                       | 「ウォーデンクリフのささやき(feat. 優河)」 | 三船雅也 | 三船雅也   | 4:46 |
| 10.                      | 「iki」                                    | 三船雅也 | 三船雅也   | 4:34 |
| 合計時間:                | 合計時間:                                  | 43:26    |            |      |

### 楽曲解説
1. けもののなまえ(feat. HANA)
歌手のHana Hopeがゲストボーカルとして参加している。
2. Skiffle Song
先行配信曲。「“裏”HEX」にも収録されていた。
3. 屋上と花束
4. TAICO SONG
5. MΣ
「Go」というタイトルで「“裏”HEX」にも収録されていた。
6. 焔
「Homura/ほむら」というタイトルで「“裏”HEX」にも収録されていた。
7. HERO
「“裏”HEX」にも収録されていた。
8. 春の嵐
先行配信曲。
9. ウォーデンクリフのささやき(feat. 優河)
シンガーソングライターの優河がゲストボーカルとして参加している。
10. iki
2018年12月3日に公式YouTubeチャンネルで「i k i (Xmas Demo)」というタイトルでデモ音源が公開されている。